# آرش قاسمی (صداگذار)
آرش قاسمی (زادهٔ ۲ شهریور ۱۳۵۳) طراح صدا، صداگذار و مدرس سینمای ایران است. وی دارای نشان درجه یک هنری معادل دکترا از وزارت فرهنگ و ارشاد اسلامی است. او سیمرغ بلورین بهترین صداگذاری را از سی و هشتمین جشنواره فیلم فجر برای صداگذاری فیلم شنای پروانه دریافت کرد.
وی رئیس هیئت مدیرهٔ انجمن صدابرداران و صداگذاران سینمای ایران است.

## آثار (صداگذاری و میکس)
1. آتش و باد (مجموعه تلویزیونی) (۱۴۰۱)
2. یاغی (مجموعه نمایش خانگی) (۱۴۰۱)
3. جیران (مجموعه نمایش خانگی) (۱۴۰۱)
4. هناس (۱۴۰۰)
5. شادروان (فیلم) (۱۴۰۰)
6. عصب کشی (فیلم) (۱۴۰۰)
7. برای مرجان (۱۳۹۹)
8. مصلحت (۱۳۹۹)
9. ایساتیس (مستند) (۱۳۹۹)
10. بچه گرگهای دره سیب (۱۳۹۹)
11. بوکسور (فیلم) (۱۳۹۹)
12. کارو (۱۳۹۹)
13. بندر بند (فیلم) (۱۳۹۸)
14. گیسوم (فیلم) (۱۳۹۸)
15. شنای پروانه (فیلم) (۱۳۹۸)
16. نهنگ آبی (مجموعه نمایش خانگی) (۱۳۹۸)
17. درخت بنفش (۱۳۹۸)
18. پالتو شتری (۱۳۹۷)
19. جمشیدیه (فیلم)(۱۳۹۷)
20. دیاپازون (۱۳۹۷)
21. بچه‌خور (۱۳۹۷)
22. روسی (فیلم) (۱۳۹۷)
23. شبی که ماه کامل شد (۱۳۹۷)
24. قصر شیرین (فیلم) (۱۳۹۷)
25. آندرانیک (فیلم) (۱۳۹۶)
26. ساخت ایران ۲ (۱۳۹۶)
27. آینه بغل (فیلم) (۱۳۹۶)
28. اسکی باز (۱۳۹۶)
29. عاشقانه (مجموعه نمایش خانگی) (۱۳۹۶)
30. اولین امضا برای رعنا (۱۳۹۶)
31. داش‌آکل (فیلم ۱۳۹۶)
32. درخونگاه (فیلم) (۱۳۹۶)
33. مصادره (۱۳۹۶)
34. نبات (۱۳۹۶)
35. آپاندیس (۱۳۹۵)
36. امتحان نهایی (فیلم) (۱۳۹۵)
37. ایستگاه اتمسفر (۱۳۹۵)
38. بیوگرافی (۱۳۹۵)
39. پینوکیو، عامو سردار و رئیسعلی (۱۳۹۵)
40. حریم شخصی (۱۳۹۵)
41. رهایی از بهشت (۱۳۹۵)
42. ماهورا (۱۳۹۵)
43. والدراما (۱۳۹۵)
44. نفس (فیلم ۱۳۹۵)
45. یک کیلو و بیست و یک گرم (۱۳۹۵)
46. آخرین بار کی سحر را دیدی؟ (۱۳۹۴)
47. برادرم خسرو (۱۳۹۴)
48. دندون طلا (۱۳۹۴)
49. جاودانگی (فیلم) (۱۳۹۴)
50. خشم و هیاهو (فیلم ۱۳۹۴) (۱۳۹۴)
51. آوانتاژ (فیلم مستند) (۱۳۹۴)
52. خواب آب (۱۳۹۴)
53. ممیرو (۱۳۹۴)
54. ناسور (۱۳۹۴)
55. گمیچی (فیلم) (۱۳۹۴)
56. پی ۲۲ (۱۳۹۳)
57. تا آمدن احمد (۱۳۹۳)
58. دزد و پری (۱۳۹۳)
59. سکوت رعنا (۱۳۹۳)
60. قندون جهیزیه (۱۳۹۳)
61. کربلا جغرافیای یک تاریخ (۱۳۹۳)
62. موقت (۱۳۹۳)
63. آنچه مردان دربارهٔ زنان نمی‌دانند (۱۳۹۲)
64. بیداری برای سه روز (۱۳۹۲)
65. حق سکوت (۱۳۹۲)
66. زمستان آخر (۱۳۹۲)
67. شیار ۱۴۳ (۱۳۹۲)
68. عاشق‌ها ایستاده می‌میرند (۱۳۹۲)
69. اشیا از آنچه در آینه می‌بینید به شما نزدیکترند (۱۳۹۱)
70. چهارباندی (۱۳۹۱)
71. خسته نباشید! (۱۳۹۱)
72. دست بالای دست (۱۳۹۱)
73. پروانه (مجموعه تلویزیونی) (۱۳۹۱)
74. بزرگ‌مرد کوچک (۱۳۹۰)
75. پرنده باز (۱۳۸۹)
76. فیلادلفی (۱۳۸۹)
77. خواب‌های دنباله‌دار (۱۳۸۸)
78. آنجا (۱۳۸۷)
79. بیست (۱۳۸۷)
80. قند تلخ (۱۳۸۷)
81. زخم شانه حوا (۱۳۸۶)
82. آدم (فیلم) (۱۳۸۵)
83. مقلد شیطان (۱۳۸۵)
84. پروانه‌ای در مه (۱۳۸۴)
85. چند کیلو خرما برای مراسم تدفین (۱۳۸۴)
86. زمان می‌ایستد (۱۳۸۴)
87. رسم عاشق‌کشی (۱۳۸۱)
88. انتظار (فیلم ۱۳۷۹)
89. باشگاه سری (۱۳۷۷)
90. سرهنگ ثریا (1400)
91. شماره 10 (1401)
92. آبی روشن (1402)

## افتخارات

### جشنواره فیلم فجر
- برنده سیمرغ بلورین بهترین صداگذاری و میکس از سی و هشتمین جشنواره فیلم فجر برای فیلم شنای پروانه.
- نامزد دریافت «سیمرغ بلورین بهترین صداگذاری و میکس» از سی و هفتمین دوره جشنواره فیلم فجر برای فیلم شبی که ماه کامل شد.[۳]
- نامزد دریافت «سیمرغ بلورین بهترین صداگذاری و میکس» از سی و چهارمین دوره جشنواره فیلم فجر برای فیلم خشم و هیاهو.[نیازمند منبع]
- نامزد دریافت «سیمرغ بلورین بهترین صداگذاری و میکس» از سی و دومین دوره جشنواره فیلم فجر برای فیلم شیار ۱۴۳.[نیازمند منبع]

### جشن سینمای ایران
- برنده تندیس زرین بهترین صداگذاری و میکس از هجدهمین جشن سینمای ایران برای فیلم خشم و هیاهو.[۴]
- نامزد دریافت «تندیس بهترین صداگذاری و میکس» از بیست و یکمین جشن سینمای ایران برای فیلم شبی که ماه کامل شد.[نیازمند منبع]
- نامزد دریافت «تندیس بهترین صداگذاری و میکس» از بیستمین جشن سینمای ایران برای فیلم حریم شخصی (فیلم).[نیازمند منبع]
- نامزد دریافت «تندیس بهترین صداگذاری و میکس» از نوزدهمین جشن سینمای ایران برای فیلم  نفس.[نیازمند منبع]
- نامزد دریافت «تندیس بهترین صداگذاری و میکس» از هفدهمین جشن سینمای ایران برای فیلم شیار ۱۴۳. [نیازمند منبع]

### انجمن منتقدان و نویسندگان سینمای ایران
- نامزد دریافت «بهترین مهندسی صدا» از هشتمین جشن انجمن منتقدان و نویسندگان سینمایی ایران برای فیلم شیار ۱۴۳.[۵]

### جشنواره بین‌المللی سینما حقیقت
- برنده بهترین صداگذاری در چهاردهمین جشنواره بین‌المللی سینما حقیقت برای مستند سنجاقک‌های برکه خشک[نیازمند منبع]
- برنده بهترین صداگذاری در دهمین جشنواره بین‌المللی سینما حقیقت برای مستندهای بزم رزم و آوانتاژ [۶]
- برنده بهترین صداگذاری در هفتمین جشنواره بین‌المللی سینما حقیقت برای مستند خونمردگی[نیازمند منبع]
- نامزد بهترین صداگذاری در یازدهمین جشنواره بین‌المللی سینما حقیقت برای مستند سربازخانه[نیازمند منبع]

### جشنواره بین‌المللی فیلم کوتاه تهران
- یرنده «تندیس بهترین صدا» از بیست و هفتمین جشنواره بین‌المللی فیلم کوتاه تهران برای فیلم غروب حلزون[نیازمند منبع]
- نامزد دریافت «تندیس بهترین صداگذاری» از سی و پنجمین جشنواره بین‌المللی فیلم کوتاه تهران برای فیلم بچه‌خور.[۷]

### سایر جشنواره‌ها
- برنده بهترین صداگذاری چهاردهمین جشنواره بین‌المللی «پونا (هند)» برای فیلم آغی[نیازمند منبع]
- برنده تندیس بهترین صداگذاری برای انیمیشن نهنگ سفید از دوازدهمین جشنواره بین‌المللی پویا نمایی تهران[نیازمند منبع]
- برنده تندیس بهترین صداگذاری برای انیمیشن چشم انداز خالی از یازدهمین جشنواره بین‌المللی پویا نمایی تهران[نیازمند منبع]
- برنده تندیس بهترین صداگذاری برای انیمیشن رهایی از بهشت از دهمین جشنواره بین‌المللی پویا نمایی تهران[نیازمند منبع]
- برنده تندیس بهترین صداگذاری برای انیمیشن رهایی از بهشت از نهمین جشن مستقل انیمیشین سینمای ایران[نیازمند منبع]
- برنده تندیس بهترین طراحی صدا برای انیمیشن تمام زمستان‌هایی که ندیده‌ام از ششمین جشن مستقل انیمیشین سینمای ایران[نیازمند منبع]
- برنده بهترین صداگذاری در نخستین جشنواره ملی پویانمایی تلویزیونی ایران برای انیمیشن شجاعان[نیازمند منبع]
- برنده بهترین ترکیب صدا در سومین جشنواره بین‌المللی جام جم برای سریال پروانه[نیازمند منبع]
- برنده بهترین صداگذاری در جشنواره فیلم‌های ویدئویی برای فیلم عبور از شب[نیازمند منبع]